# Адыгейская автономная область
Адыге́йская автоно́мная о́бласть — административно-территориальная единица РСФСР, существовавшая с 27 июля 1922 года по июль 1991 года.
Столица — Майкоп (до 1936 года — Краснодар).

## История

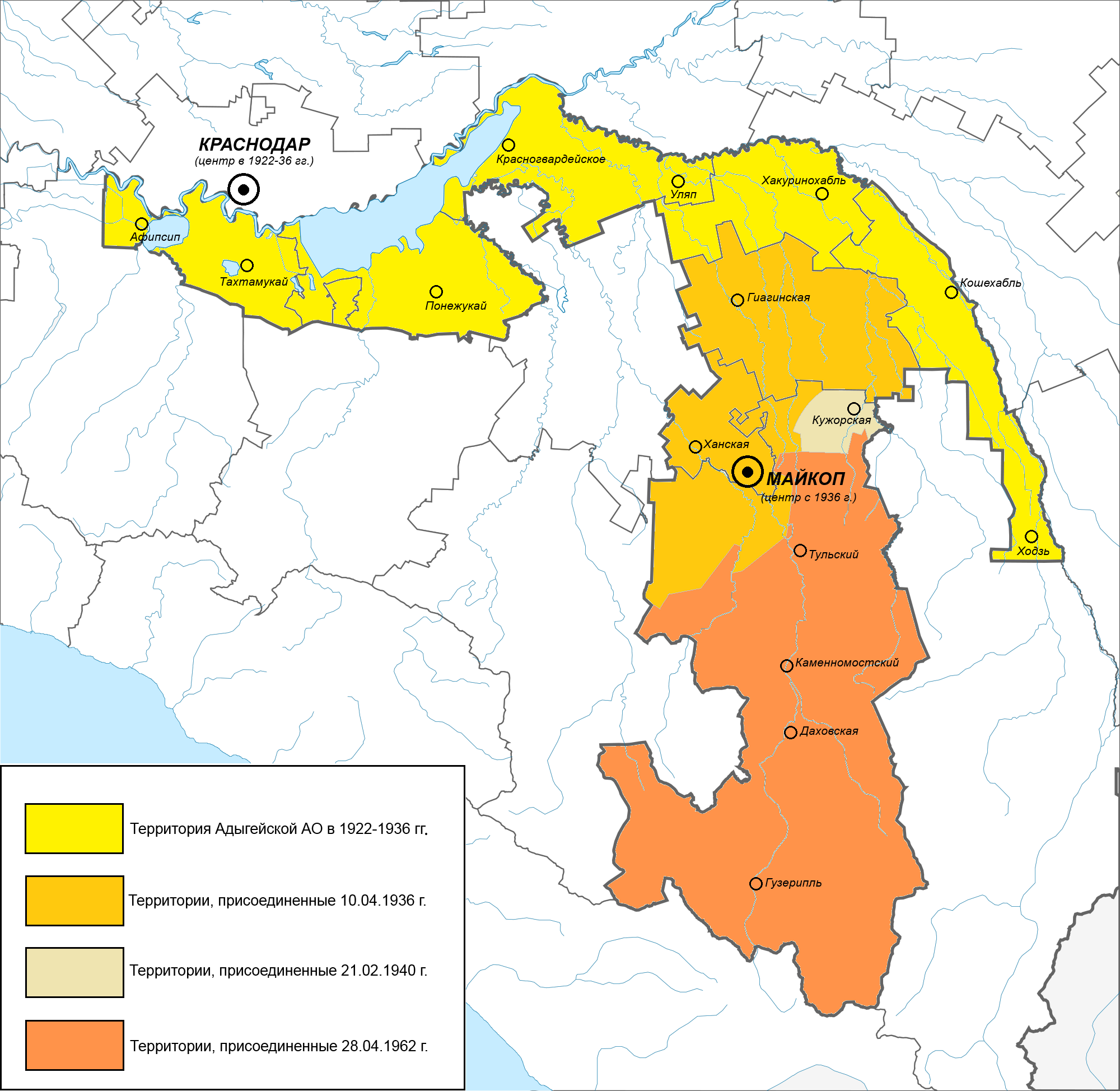
Рост территории Адыгеи

- Адыгейская автономная область образована 27 июля 1922 года, как Черкесская (Адыгейская) автономная область

- с 24 августа 1922 года переименована в Адыгейскую (Черкесскую) автономную область Северо-Кавказского края.
- с 3 августа 1928 года переименована в Адыгейскую автономную область
- 7 февраля 1929 года в результате укрупнения в области образуется 3 района: Красногвардейский (с. Николаевское), Псекупский (а. Понежукай) и Шовгеновский (а. Хакуринохабль).

- С 10 января 1934 года автономная область в составе Азово-Черноморского края.

- 28 декабря 1934 года в области вновь образовано 5 районов: Кошехабльский, Красногвардейский (с. Николаевское), Понежукайский, Тахтамукайский и Шовгеновский (а. Хакуринохабль).

- 10 апреля 1936 года к области были присоединены город Майкоп, Гиагинский район и Ханский сельсовет Майкопского района из состава Азово-Черноморского края. В результате чего центр области перенесен из Краснодара в город Майкоп.

- С 13 сентября 1937 года Адыгейская автономная область в составе Краснодарского края.

- 21 февраля 1940 года ААО был передан Кужорский сельский Совет Тульского района Краснодарского края, а в её составе был образован Майкопский район и в области стало 7 районов: Гиагинский, Кошехабльский, Красногвардейский (с. Николаевское), Майкопский, Тахтамукайский, Теучежский (а. Понежукай) и Шовгеновский (а. Хакуринохабль).

- 28 апреля 1962 года к Майкопскому району была присоединена территория упраздненного Тульского района Краснодарского края, тем самым территория Адыгейской автономной области приняла современный вид.

- 5 октября 1990 года внеочередная сессия Адыгейского областного Совета народных депутатов приняла решение о повышении статуса Адыгеи до уровня самостоятельного субъекта РСФСР (республики) и провозгласила Адыгейскую Советскую Социалистическую Республику.

- 15 декабря 1990 года выход Адыгеи из состава Краснодарского края узаконен Вторым съездом народных депутатов РСФСР, внесшим изменения в Конституцию РСФСР, по которым автономные области выводились из составов краёв, куда входили[3].

- 3 июля 1991 года Верховный Совет РСФСР, «в соответствии с решением областного Совета народных депутатов Адыгейской автономной области», принял закон о преобразовании Адыгейской АО в Советскую Социалистическую Республику Адыгея в составе РСФСР[4] и внес в российскую конституцию соответствующую поправку, одновременно передав её на рассмотрение Съезда народных депутатов РСФСР[5].

- 23 марта 1992 года Верховный Совет Адыгеи принимает закон о переименовании ССР Адыгея в Республику Адыгея (Адыгея)[6].

- 21 апреля 1992 года Съезд народных депутатов Российской Федерации внёс положение о Республике Адыгея в  Конституцию РСФСР[7]. Поправка вступила в силу с момента опубликования 16 мая 1992 года в «Российской газете»[8].

## Административное деление
По состоянию на 1 января 1985 года в состав Адыгейской автономной области входило 2 города областного подчинения:
- Майкоп,
- Теучежск (с 1990 года Адыгейск)

и 7 районов:
1. Гиагинский — станица Гиагинская,
2. Кошехабльский — аул Кошехабль,
3. Красногвардейский — с. Красногвардейское,
4. Майкопский — р.п. Тульский,
5. Октябрьский — аул Октябрьский,
6. Теучежский — город Теучежск,
7. Шовгеновский — аул Шовгеновский.

## Население
Динамика численности населения области:
| Год  | Площадь, км² | Население, чел. | Источник           |
| ---- | ------------ | --------------- | ------------------ |
| 1930 | 3 015        | 113 700         |                    |
| 1939 | 3 048        | 241 799         | Перепись 1939 года |
| 1959 | 3 900        | 284 690         | Перепись 1959 года |
| 1970 | 7 600        | 385 644         | Перепись 1970 года |
| 1979 | 7 600        | 404 504         | Перепись 1979 года |
| 1989 | 7 600        | 432 588         | Перепись 1989 года |

Национальный состав населения по переписи 1979 года:
| Национальность | Население, чел. | Доля в общем населении, % |
| -------------- | --------------- | ------------------------- |
| Русские        | 285 626         | 70,6                      |
| Адыгейцы       | 86 388          | 21,4                      |
| Украинцы       | 12 078          | 3,0                       |
| Армяне         | 6 359           | 1,6                       |
| Татары         | 2 415           | 0,6                       |
| Белорусы       | 2 244           | 0,6                       |